# Bettye Swann
Bettye Swann, bürgerlich Betty Barton (* 24. Oktober 1944 in Shreveport, Louisiana, Vereinigte Staaten als Betty Jean Champion) ist eine US-amerikanische ehemalige Soul-Sängerin und Songwriterin, die vor allem für ihren R&B-Hit Make Me Yours (1967) bekannt ist.

## Biografie
Bettye Swann wurde in Shreveport geboren und wuchs mit 13 Geschwistern in Arcadia auf, bevor sie 1963 nach Los Angeles zog. Auf Anraten des DJs Al Scott, der ihr Manager wurde, legte sie sich den Künstlernamen Bettye Swann zu. Im November 1964 erschien bei Money Records ihre erste Single, Don't Wait Too Long (#27 US-R&B, Februar 1965), die sie auch selbst geschrieben hatte. Produziert wurde das Stück von Arthur Wright.
Im Juli 1967 hatte Swann mit dem ebenfalls selbstgeschriebenen Make Me Yours ihren größten Hit (#1 US-R&B, #21 US Billboard Hot 100). Das Lied wurde später vielfach gecovert, unter anderem von Mary Wells (1968), Ann Peebles (1969) und Hi Inergy (1980). Im Oktober desselben Jahres konnte sich Fall In Love With Me (# 36 R&B, #67 Hot 100) ebenfalls in den Charts platzieren.
1968 trennte sich Swann von Al Scott, zog nach Georgia und wurde von Capitol Records unter Vertrag genommen, wo ihre nächsten beiden Studioalben, Don't You Ever Get Tired of Hurting Me? (1968) und The Soul View Now! (1969, #48 R&B) herauskamen. Beide LPs wurden von Wayne Shuler produziert. Eine Fassung von Chip Taylors Angel of the Morning verfehlte im Mai 1969 die Charts.
Weitere Charterfolge hatte sie im April 1969 mit dem von Hank Cochran geschriebenen Stück Don't Touch Me (#14 R&B, #38 Hot 100) und im Juli 1972 mit Victim of a Foolish Heart (#16 R&B, #63 Hot 100). Ab 1972 war sie bei Atlantic Records unter Vertrag. Eine Coverversion von Merle Haggards Today I Started Loving You Again (#46 Hot 100) war im März 1973 ihre letzte Single, die es in die Charts schaffte.
Bis Mitte der 1970er Jahre wurden noch vereinzelt Singles veröffentlicht. 1980 hatte Bettye Swann ihren letzten Auftritt als Sängerin. Im gleichen Jahr starb ihr Ehemann George Barton, der sie zuletzt auch gemanagt hatte. Später war sie als Lehrerin tätig.
2015 wurde ihr Song Kiss My Love Goodbye (1974) für die Single Peanut Butter Jelly von Galantis gesampelt. 2021 sampelte der amerikanische Rapper Subtex (Zeke Kreitzer) ihren Song (My Heart Is) Closed For the Season (1968) für seinen Track Love Art Pain.

## Diskografie

### Studioalben
- 1967: Make Me Yours (Money LP 1103)
- 1968: Don't You Ever Get Tired of Hurting Me? (Capitol ST-270)
- 1969: The Soul View Now! (Capitol ST-190)

### Singles
- 1965: "Don't Wait Too Long" / "What Is My Life Comin to" (Money 108)
- 1965: "The Man That Said No" / "What Can It Be" (Money 113)
- 1966: "The Heartache Is Gone" / "Our Love" (Money 118)
- 1967: "Make Me Yours" / "I Will Not Cry" (Money 126)
- 1967: "Fall In Love With Me" / "Lonely Love" (Money 129)
- 1967: "Don't Look Back" / "You Gave Me Love" (Money 135)
- 1967: "I Think I'm Falling In Love" / "Don't Take My Mind" (Money 136)
- 1968: "I'm Lonely For You" / "(My Heart Is) Closed For the Season" (Capitol 2263)
- 1968: "Don't Touch Me" / "(My Heart Is) Closed For the Season" (Capitol 2382)
- 1969: "Angel of the Morning" / "No Faith No Love" (Capitol 2515)
- 1969: "Don't You Ever Get Tired (of Hurting Me)" / "Willie & Laura Mae Jones" (Capitol 2606)
- 1970: "Little Things Mean a Lot" / "Just Because You Can’t Be Mine" (Capitol 2723)
- 1970: "Don't Let It Happen to Us" / "Ain't That Peculiar" (Capitol 2850)
- 1971: "I'm Just Living a Lie" / "I Can't Let You Break My Heart" (Fame 1479)
- 1972: "Victim of a Foolish Heart" / "Cold Day (In Hell)" (Atlantic 45-2869)
- 1972: "Today I Started Loving You Again" / "I'd Rather Go Blind" (Atlantic 45-2921)
- 1973: "Don't Wait Too Long" / "I Can’t Stop Loving You" (Abet AB 9453)
- 1973: "Till I Get It Right" / "Yours Until Tomorrow" (Atlantic 45-2950)
- 1974: "Fall In Love With Me" / "I Think I'm Falling In Love" (Abet 9455)
- 1974: "Time to Say Goodbye" / "When the Game Is Played On You" (Atlantic 45-3211)
- 1974: "The Boy Next Door" / "Kiss My Love Goodbye" (Atlantic 45-3019)
- 1975: "All The Way In or All the Way Out" / "Doing For the One I Love" (Atlantic 45-3262)
- 1975: "Storybook Children" / "Just as Sure" (Atlantic K 10719) – mit Sam Dees
- 1976: "Be Strong Enough to Hold On" / "Heading In the Right Direction" (Atlantic 45-3352)
- 2012: "I Want Sunday Back Again" / "Kiss My Love Goodbye" (TICK 007)
- 2021: "This Old Heart of Mine" / "Either You Love Me or Leave Me" (S4R16)

### Compilations
- 1981: Elegant Soul (Atlantic P-8624) – mit Barbara Lynn
- 1986: Tell It Like It Is (Stateside 2609621) – mit Candi Staton
- 1991: Sweet Dreams (Capitol TOCP-6593)
- 2001: The Money Recordings (Kent Soul CDKEND 197)
- 2004: Bettye Swann (Capitol 7243 8 66408 2 6)
- 2014: The Complete Atlantic Recordings (RGM-0213)
- 2015: The Very Best of Bettye Swann (Money • Capitol • Fame • Atlantic Recordings 1964–1975) (Kent Soul CDKEND 438)
- 2017: The Money Masters (Kent Soul KENT 508)